# Attagenus barbieri
Attagenus barbieri es una especie de coleóptero de la familia Dermestidae.

## Distribución geográfica
Habita en  Israel y Egipto.